# 鶴林玉露
《鶴林玉露》是南宋罗大经撰。分甲、乙、丙三编，各編六卷，共十八卷。明代葉廷秀評論羅大經：「其言以紫陽為鵠，學術治道多有發明，而不離王道。」此書約成於宋理宗淳祐年間。

## 濫觴題源
鶴林玉露一名取自杜甫詩聖《赠虞十五司马》诗“爽气金无豁，精淡玉露繁”之意。《鶴林玉露》對於先秦、漢朝、六朝、唐朝、宋朝的文章、文人多有所評論，卷三《东坡文》專论苏轼，並認為蘇文深受《庄子》、《战国策》的影響。此書多抨擊南宋偏安政權，對秦檜乞和事尤為不滿，並對百姓疾苦深深予以同情。且提出曹操的墓有七十二疑塚的說法。

## 體例大旨
書內體例在詩話、語錄間，詳於議論而略於考證。所引多朱子、張栻、真德秀、魏了翁、楊萬里語，而又兼推陸九淵。極稱歐陽修、蘇軾之文，而又謂司馬光《資治通鑒》且為虛費精力，何況呂祖謙《文鑒》。既引張栻之說謂詞科不可習，又引真德秀之說謂詞科當習。大抵本文章之士而兼慕道學之名，故每持兩端，不能歸一。然要其大旨，固不謬於聖賢也。陳耀文《學林就正》譏其載馮京《偷狗賦》乃捃摭滕元發事，偽托於京，今檢侯鯖錄所載滕，賦信。然蓋是書多因事抒論，不甚以記事，也為主。偶據傳聞矣，不復考核，其疏漏固不足異耳。